# Вулиця Прикордонника Лазаренка
Вулиця Прикордонника Лазаре́нка — вулиця в Черкасах.

## Розташування
Вулиця починається від вулиці Руставі і простягається на південний схід, вигинаючись в середині на південь. Впирається у вулицю Сумгаїтську.

## Опис
Вулиця неширока, повністю асфальтована.

## Походження назви
Вулиця була утворена 1979 року і названа на честь міста-побратима Ярославля. У лютому 2018 року була перейменована на честь загиблого у війні на сході України земляка Павла Лазаренка.

## Будівлі
По вулиці розташовані багатоповерхові житлові будинки, спорткомплекс, великий Ярославський ринок, який складається з речового продуктового та автомобільного.